# Identificação na internet
A identificação na Internet ou digital  implica a atribuição de propriedades a uma pessoa, objecto ou entidade. Estas  propriedades são acessíveis imediata e operacionalmente através de meios tecnológicos. A identificação digital engloba todas as informações relacionadas com a pessoa como nome, residência, número da segurança social e outras que podem ser armazenadas e automaticamente interligadas por uma aplicação informática
   A Internet está presente na vida de grande parte da população e, provavelmente para estas pessoas, seria muito difícil imaginar como seria a vida sem poder usufruir das diversas facilidades e oportunidades trazidas por esta tecnologia. Nós podemos utilizar a Internet para facilitar e melhorar a nossa vida. Mas devemos aproveitar esses benefícios de forma segura e isso requer que alguns cuidados sejam tomados e, para isto, é importante que nós estejamos informado dos riscos aos quais estamos expostos para que possamos tomar as medidas preventivas necessárias.
A Identificação na Internet pode ser estabelecida para diferentes entidades, incluindo pessoas, objetos, empresas e instituições, implica a definição de um leque de informações organizadas e codificadas em meios informáticos relativamente a  estas entidades físicas ou jurídicas. A identificação digital encerra diferentes vantagens como a possibilidade  de utilização de serviços bancários e a gestão de stocks em tempo real, por exemplo.
Ao nível empresarial, a presença e  a identificação na internet das empresas define, em certa medida, a forma de organização que a mesma assume.  A empresa em rede aberta ao exterior e funcionando em tempo real apresenta a possibilidade de retroacção em tempo real entre clientes e fornecedores possibilitando uma gestão mais eficiente. 
Ao nível institucional a presença na internet possibilita um melhor relacionamento com o público a que se dirige, possibilitando 
também, pela atribuição de domínios específicos, a mais rápida identificação para o utilizador da origem ou nacionalidade da instituição a que acede.

## Cartão de Identificação
A comunicação com equipamentos tecnológicos com a garantia do conhecimento da identidade física do interveniente em diferentes transacções  e situações é possível pela utilização de diferentes cartões como o cartão bancário, o cartão da Escola e a Carta de Condução.
Para objectos, a identificação é também possível em diferentes situações como, por exemplo, pela utilização da Via Verde, a qual  possibilita a identificação da viatura em trânsito e a cobrança da taxa devida pela circulação.
A implementação de um Cartão de Identificação Digital único para os cidadãos portugueses, visando  substituir os actuais Cartões de Identidade, de Contribuinte, de Beneficiário da Segurança Social, de Utente do Serviço Nacional de Saúde e de Eleitor, constitui um desafio para a sociedade portuguesa, pelas oportunidades e desafios  inerentes ao processo. Este projecto encerra diferentes objectivos implicando a modernização tecnológica de diferentes serviços públicos. Contudo,  há que considerar os riscos inerentes ao processo, nomeadamente as possibilidades de comunicação do cidadão com o sistema, a privacidade e a segurança, seguindo uma metodologia de transparência e de diálogo com a sociedade civil.

## Oportunidades/ Desafios
Actualmente, a identificação digital constitui um dos principais pontos de discussão na investigação em termos das Tecnologias de Informação e Comunicação, pois várias são as questões que se colocam a este nível. Quanto ao reconhecimento de objectos poderemos mencionar a eventualidade da mudança de modelos de negócio pelo conhecimento das escolhas do consumidor representadas por objectos por ele transportados indiciadores da sua predilecção.
Em termos de pessoas, as possibilidades intrínsecas à digitalização dos dados de saúde individuais irão tornar possível um conhecimento adaptado aos tratamentos a empregar em situações particulares, bem como um mais sensato conhecimento do historial clínico de cada indivíduo.

## Desvantagens
Os avanços tecnológicos tornaram o mundo mais pequeno, mais em contacto. Hoje a comunicação e o acesso à informação alterou a sociedade em que vivemos. Se por um lado há mais liberdade, há também mais ameaças. Os novos softwares são ferramentas que já não dispensamos no nosso dia-a-dia, mas o seu uso pode ser desvirtuado e causar danos irreparáveis como a perda da identidade, roubo de dinheiro, preparação de ataques terroristas.

### Segurança
Quando se fala da Internet é quase impossível não pensarmos em questões de segurança, que garantias  de confidencialidade, honestidade e autenticidade de dados pessoais nos oferecem os sistemas e processos informáticos de apoio à Identificação na Internet? A resposta que nos garantisse essa segurança deveria ser que os sistemas e processos informáticos de apoio à Identidade Digital deveriam ser desenvolvidos tendo em conta os ricos que poderão aparecer como: roubo, falsificação, fraude, perda de identidade, violação da privacidade, etc. Deviam também existir processos legais e de auditoria no sentido de se verificar a eficácia do processo e do produto. A segurança da identidade digital só será possível se os sistemas e os processos informáticos de apoio à identidade digital forem eficazes.

### Privacidade
Privacidade significa o que não é público, todo o ser humano tem direito à privacidade. É importante que as novas tecnologias respeitem este princípio do direito à privacidade e que a Internet não se torne num espaço de violações e de desrespeito. Assim, a protecção dos dados pessoais já está prevista na Lei de alguns países e torna-se cada vez mais urgente que se legisle no sentido de proteger a privacidade dos cidadãos.
Ao falar-se de identificação na Internet há que pensar como é que esta pode ser afectada e aí as respostas podem divergir porque depende da cultura de cada país. O que pode ser considerado violação de privacidade num país pode não o ser noutro e vice-versa. Por isso, não é fácil definir quando há ou não há violação de privacidade. O importante é que se tenha sempre em conta que a privacidade é um direito inquestionável a que todo o ser humano tem direito e não deverá este ser posto de parte só porque as Tecnologias de Informação e Comunicação surgem como uma poderosa forma de recolha e distribuição de informação. Há países que controlam todos os passos dos seus cibernautas, mas isso não seria uma forma muito democrática de resolver ou controlar os cibercriminosos, porque viola o direito de privacidade dos cidadãos.

### Dificuldades legais colocadas pela Realidade Virtual
Com o rápido desenvolvimento das Tecnologias da Informação e Comunicação, surgem novas formas de fraude e violação que não estavam conjecturadas na lei, isto pode ser um panorama encorajador para prevaricadores e para criminosos. Para que a identificação na Internet seja um sinónimo de mais união social e não de separação, compete ao Estado definir e regulamentar o bom funcionamento do sistema de forma a que o cidadão se sinta protegido. Estando a nossa sociedade a caminhar mais para uma sociedade fortemente digital, é preciso que exista um esforço no sentido de encontrar respostas eficazes para problemas que já estão a acontecer, mas que a lei portuguesa não prevê. Por exemplo, um nick name é considerado um dado pessoal? Se sim, então tem de existir uma pessoa física responsável pelos actos do mesmo. O problema está na morosidade da lei definir o que é ou não considerado dados pessoais.